# Fabrika
ТРЦ Fabrika — торговельно-розважальний центр в Херсоні. Пошкоджений російськими військами 5 березня 2022 року внаслідок бойових дій під час російсько-української війни.

## Історія
28 березня 2012 відбулось відкриття першої черги центру в Херсоні.
8 листопада 2012 року було відкрито другу чергу.
25 травня 2013 року відкрилась третя черга. 
ТРЦ було побудовано на базі покинутої бавовняної фабрики Херсонського бавовняного комбінату. Фабрика входила до складу одного з найбільших заводів бавовни в СРСР, який було закрито через кілька років після розвалу СРСР.

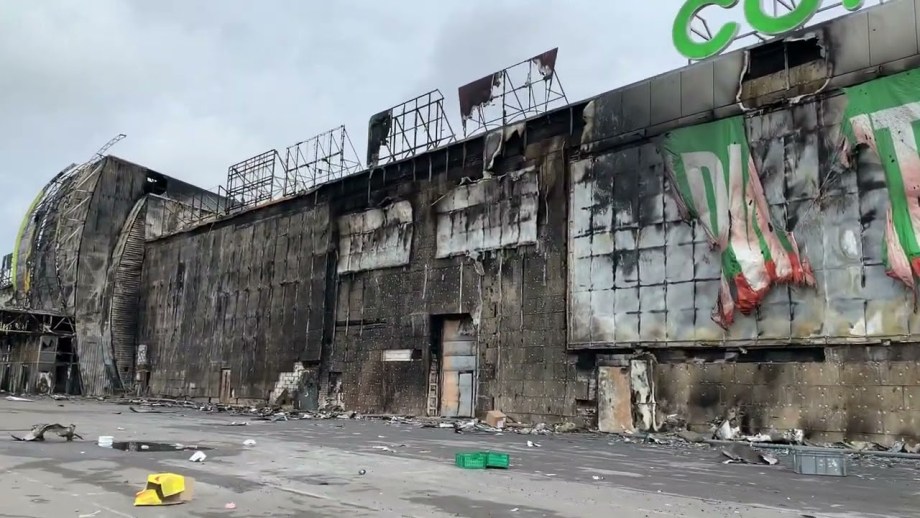

У холі торгового центру організована виставка-музей обладнання та продукції комбінату. Багато приміщень оформлені в стилі 50-60-х років, для збереження атмосфери того часу.

## Російське вторгнення в Україну (з 2022)
1 березня 2022 року, під час Боїв у Бузковому парку, ТРЦ потрапив під російський обстріл, почалася пожежа.
10 травня 2023 року російські війська обстріляли з РСЗВ будівлю ТРЦ.

## Характеристики
- Площа — 82 000 м2
- Орендна площа — 65 тис. м2
- Паркомісць — 2500 шт.
- Магазинів — понад 400[9]

## Соціальна відповідальність
- 2016 — засновано соціальний проект «Будь ближче». За 5 місяців проекту в 2016—2017 році ТРЦ відвідало більше 5000 дітей. Навесні 2017 проект був представлений на конкурсі ICSC Solal Marketing Awards, він пройшов до фіналу.[10]
- 29 вересня 2019 року адміністрація ТРЦ спільно з Спілка жінок Херсонщини провели святкування з нагоди Міжнародного Дня Усиновлення.[11]
- З травня 2019 року адміністрація ТРЦ, спільно з Спілкою жінок Херсонщини, кожні вихідні проводять безкоштовні курси з навчання української та англійської мови.[12][13][14]
- Кожної суботи надають приміщення Миколаївському академічному обласному театру ляльок, для проведення вистав.[15]

## Нагороди
- 2011 — City Awards 2011 у номінації «Кращий Торговельний Центр Року».[16][17][18][19][20]
- 2012 — найкреативніший проект ТРЦ України[21]
- 2013 — номінований на звання «Кращий торговий центр»[22][23]
- 2019 — найкращий великий ТРЦ за межами міста мільйонника за версією RDBAwards[24]
- 2019 — найкращий великий торговий центр, RDBAwards 2019[25]
- 2020 — найкращий великий торговий центр, RDBAwards 2020[26]
- 2021 — найкращий великий торговий центр, RDBAwards 2021[27]